# Gard (IGP)
Pour les articles homonymes, voir Gard (homonymie).
Le gard, appelé vin de pays du Gard jusqu'en 2009, est un vin français d'indication géographique protégée (le nouveau nom des vins de pays) départementale, produit sur l'ensemble du vignoble du département du Gard.
D'autres vins de pays sont produits sur le département :
- le pays-d'oc ;
  - sable-de-camargue ;
  - cévennes ;
  - coteaux-flaviens ;
  - coteaux-du-pont-du-gard ;
  - côtes-du-vidourle ;
  - vaunage ;
  - vistrenque.

## Histoire
Les vins de pays sont créés par le décret du 13 septembre 1968, en distinguant des vins de pays de département et des vins de pays de zone (le plus souvent plus petite qu'un département). Le zonage concerne l'ensemble de la surface d'une unité administrative (commune, canton ou département), et non des parcelles (comme c'est le cas pour les AOC).
À partir du décret d'octobre 1987, un troisième type de vins de pays est créé : le vin de pays à dénomination régionale, correspondant à un vaste bassin de production.
Le dernier décret concernant les vins de pays de département est celui du 1er septembre 2000, modifié huit fois depuis, qui fixe les conditions de production.
Depuis le 1er août 2009 tous les vins de pays ont changé de statut en devenant des indications géographiques protégées (IGP) reconnu au niveau européen.

## Situation géographique
Aire de production

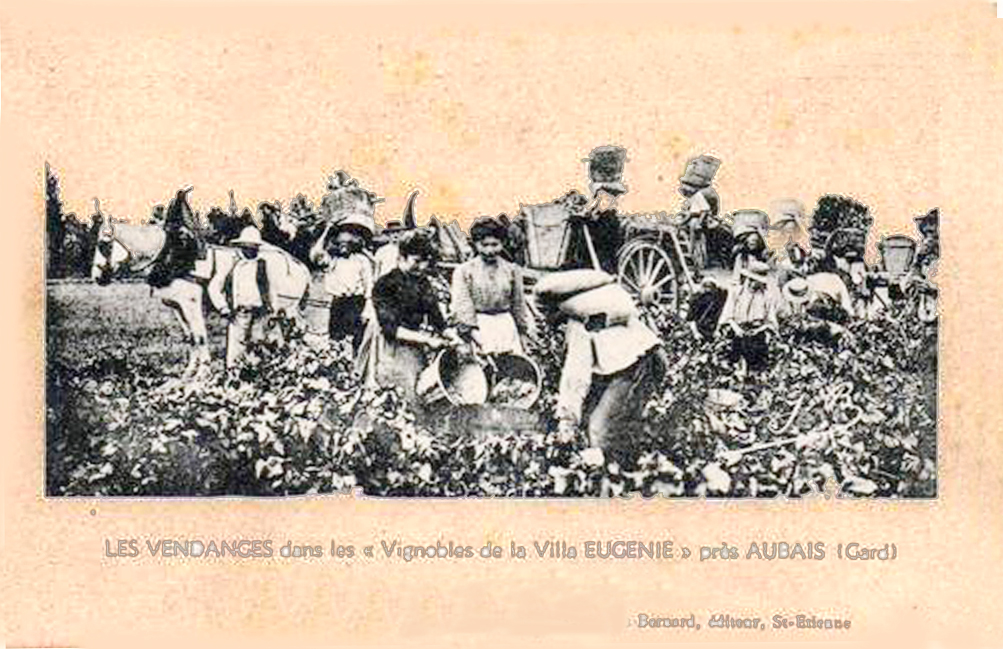
Vendanges à Aubais, début du XXe siècle

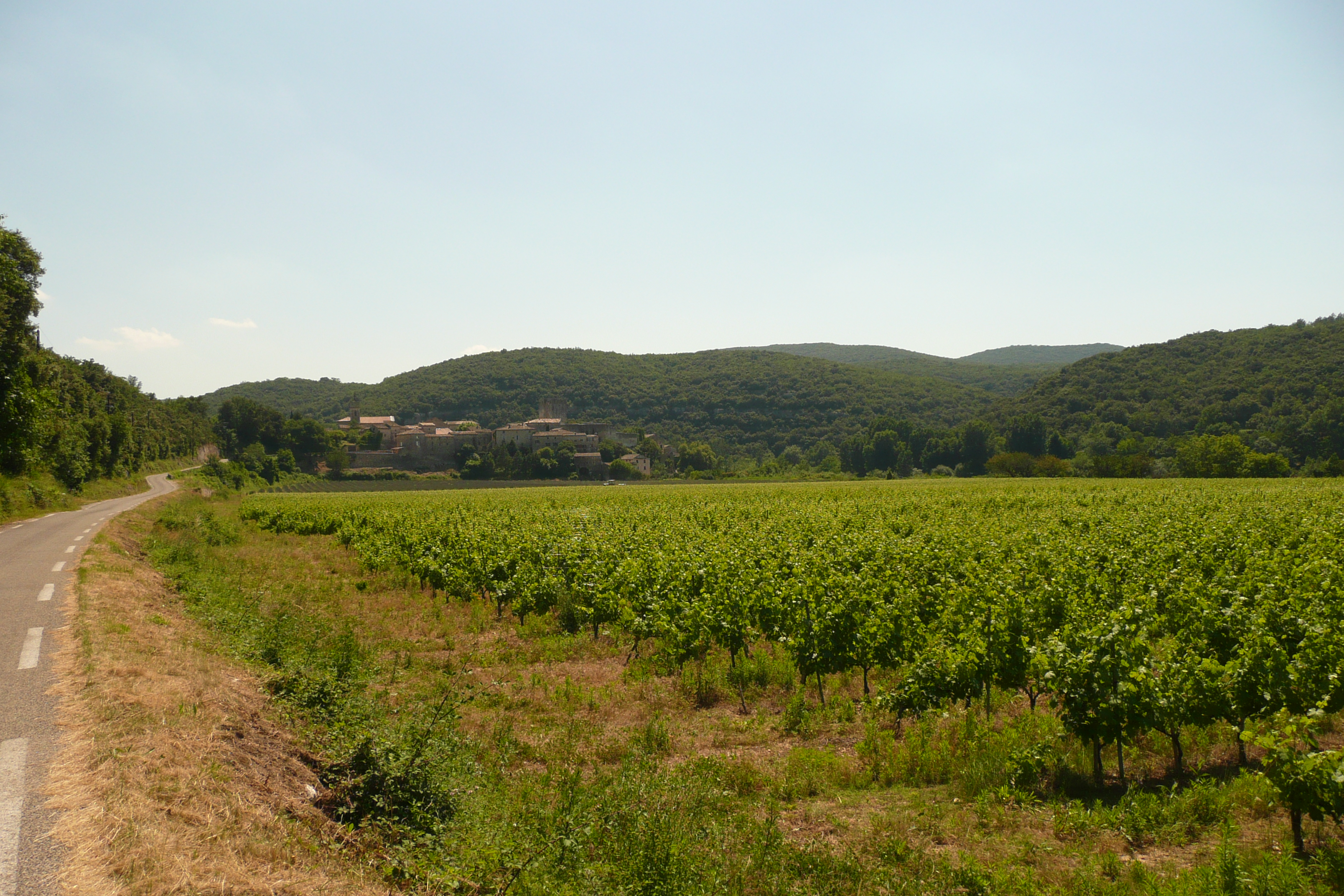
Vignoble de Montclus

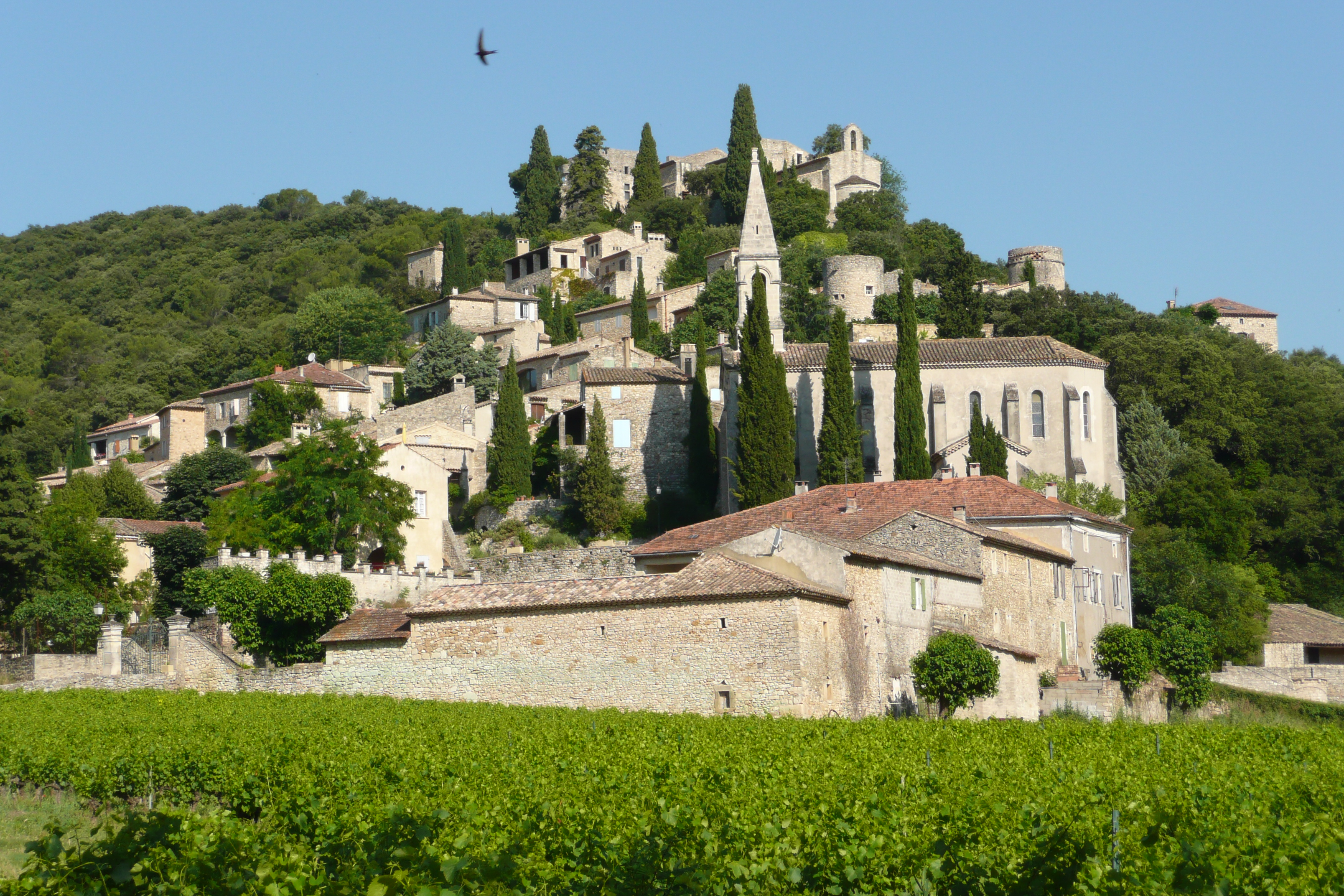
Vignoble de la Roque-sur-Cèze

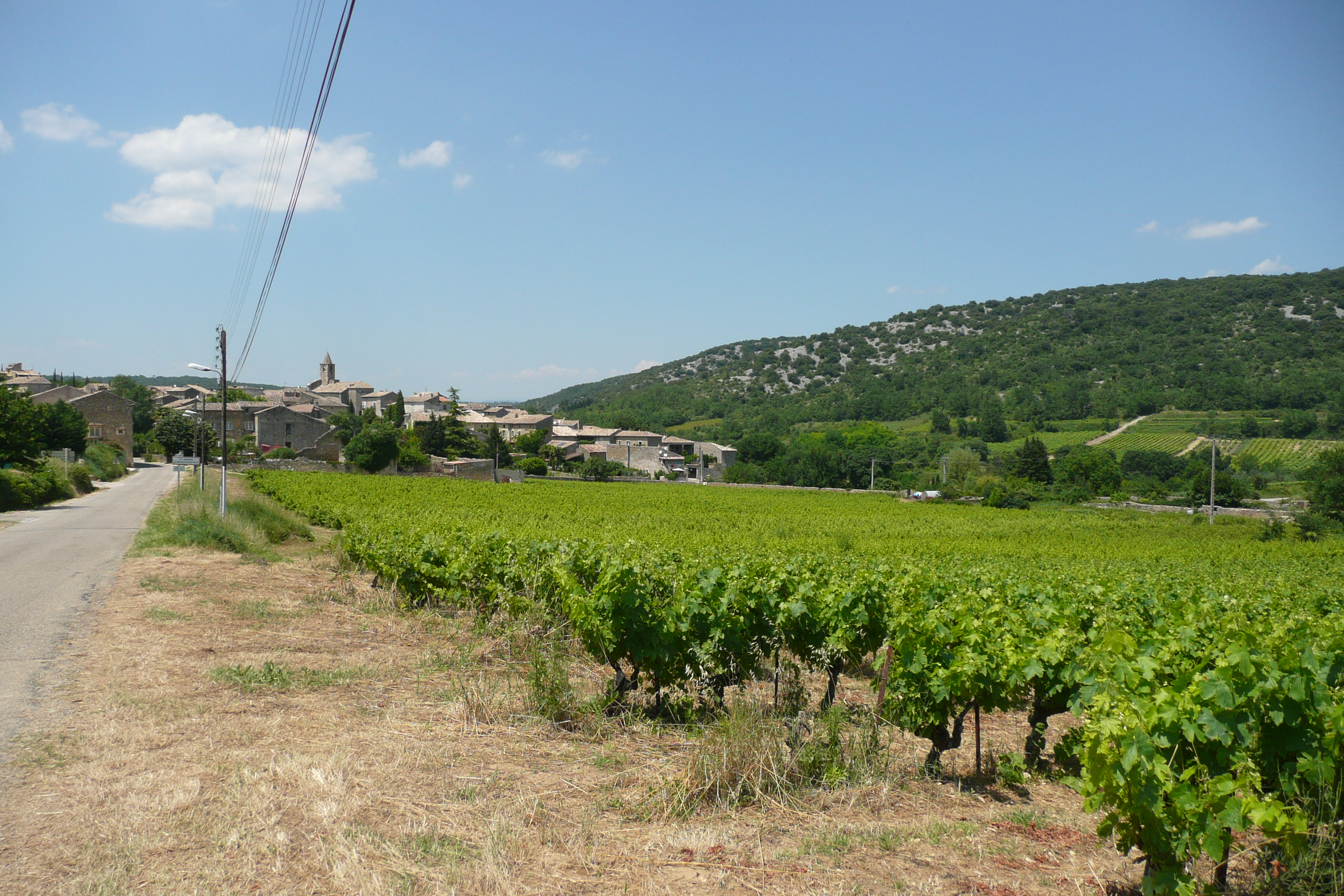
Vignoble de Saint-André-de-Roquepertuis

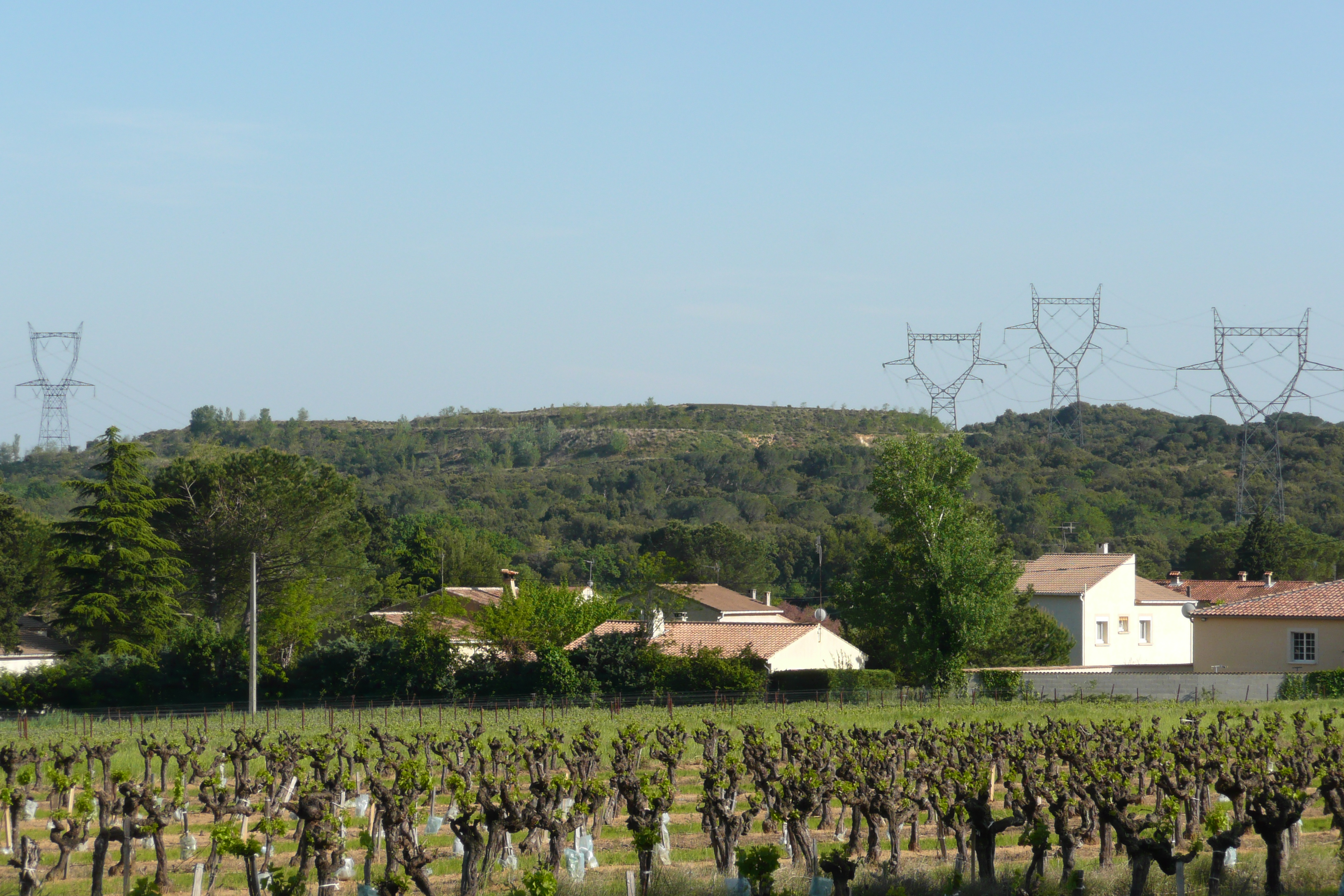
Vignoble de Tresques

Aigaliers, Aigremont, Aigues-Mortes, Aigues-Vives, Aiguèze, Aimargues, Alès, Allègre-les-Fumades, Alzon, Anduze, Les Angles, Aramon, Argilliers, Arpaillargues-et-Aureillac, Arphy, Arre, Arrigas, Aspères, Aubais, Aubord, Aubussargues, Aujac, Aujargues, Aulas, Aumessas, Avèze, Bagard, Bagnols-sur-Cèze, Barjac, Baron, La Bastide-d'Engras, Beaucaire, Beauvoisin, Bellegarde, Belvézet, Bernis, Bessèges, Bez-et-Esparon, Bezouce, Blandas, Blauzac, Boisset-et-Gaujac, Boissières, Bonnevaux, Bordezac, Boucoiran-et-Nozières, Bouillargues, Bouquet, Bourdic, Bragassargues, Branoux-les-Taillades, Bréau-et-Salagosse, Brignon, Brouzet-lès-Alès, Brouzet-lès-Quissac, La Bruguière, Cabrières, La Cadière-et-Cambo, Le Cailar, Caissargues, La Calmette, Calvisson, Cambo, Campestre-et-Luc, Canaules-et-Argentières, Cannes-et-Clairan, La Capelle-et-Masmolène, Cardet, Carnas, Carsan, Cassagnoles, Castelnau-Valence, Castillon-du-Gard, Causse-Bégon, Caveirac, Cavillargues, Cendras, Cézas, Chambon, Chamborigaud, Chusclan, Clarensac, Codognan, Codolet, Collias, Collorgues, Colognac, Combas, Comps, Concoules, Congénies, Connaux, Conqueyrac, Corbès, Corconne, Cornillon, Courry, Crespian, Cros, Cruviers-Lascours, Deaux, Dions, Domazan, Domessargues, Dourbies, Durfort-et-Saint-Martin-de-Sossenac, Estézargues, (L') Estréchure, Euzet, Flaux, Foissac, Fons, Fons-sur-Lussan, Fontanès, Fontarèches, Fournès, Fourques, Foussignargues, Fressac, Gagnières, Gailhan, Gajan, Gallargues-le-Montueux, Le Garn, Garons, Garrigues-Sainte-Eulalie, Gaujac, Générac, Générargues, Génolhac, Goudargues, (La) Grand-Combe, (Le) Grau-du-Roi, Issirac, Jonquières-Saint-Vincent, Junas, Lamelouze, Langlade, Lanuéjols, Lasalle, Laudun-l'Ardoise, Laval-Pradel, Laval-Saint-Roman, Lecques, Lédenon, Lédignan, Lézan, Liouc, Lirac, Logrian-Florian, Lussan, Les Mages, Malons-et-Elze, Mandagout, Manduel, Marguerittes, Mars, Martignargues, (Le) Martinet, Maruéjols-lès-Gardon, Massanes, Massillargues-Attuech, Mauressargues, Méjannes-le-Clap, Méjannes-lès-Alès, Meynes, Meyrannes, Mialet, Milhaud, Molières-Cavaillac, Molières-sur-Cèze, Monoblet, Mons, Montagnac, Montaren-et-Saint-Médiers, Montclus, Montdardier, Monteils, Montfaucon, Montfrin, Montignargues, Montmirat, Montpezat, Moulézan, Moussac, Mus, Nages-et-Solorgues, Navacelles, Ners, Nîmes, Notre-Dame-de-la-Rouvière, Orsan, Orthoux-Sérignac-Quilhan, Parignargues, Peyremale, Peyrolles, (Le) Pin, Les Plans, Les Plantiers, Pommiers, Pompignan, Pont-Saint-Esprit, Ponteils-et-Brésis, Portes, Potelières, Pougnadoresse, Poulx, Pouzilhac, Puechredon, Pujaut, Quissac, Redessan, Remoulins, Revens, Ribaute-les-Tavernes, Rivières, Robiac-Rochessadoule, Rochefort-du-Gard, Rochegude, Rodilhan, Rogues, La Roque-sur-Cèze, Roquedur, Roquemaure, Rousson, La Rouvière, Sabran, Saint-Alexandre, Saint-Ambroix, Saint-André-d'Olérargues, Saint-André-de-Majencoules, Saint-André-de-Roquepertuis, Saint-André-de-Valborgne, Saint-Bauzély, Saint-Bénézet, Saint-Bonnet-de-Salendrinque, Saint-Bonnet-du-Gard, Saint-Brès, Saint-Bresson, Saint-Césaire-de-Gauzignan, Saint-Chaptes, Saint-Christol-de-Rodières, Saint-Christol-lès-Alès, Saint-Clément, Saint-Côme-et-Maruéjols, Saint-Denis, Saint-Dézéry, Saint-Dionizy, Saint-Étienne-de-l'Olm, Saint-Étienne-des-Sorts, Saint-Félix-de-Pallières, Saint-Florent-sur-Auzonnet, Saint-Geniès-de-Comolas, Saint-Geniès-de-Malgoirès, Saint-Gervais, Saint-Gervasy, Saint-Gilles, Saint-Hilaire-d'Ozilhan, Saint-Hilaire-de-Brethmas, Saint-Hippolyte-de-Caton, Saint-Hippolyte-de-Montaigu, Saint-Hippolyte-du-Fort, Saint-Jean-de-Ceyrargues, Saint-Jean-de-Crieulon, Saint-Jean-de-Maruéjols-et-Avéjan, Saint-Jean-de-Serres, Saint-Jean-de-Valériscle, Saint-Jean-du-Gard, Saint-Jean-du-Pin, Saint-Julien-de-Cassagnas, Saint-Julien-de-la-Nef, Saint-Julien-de-Peyrolas, Saint-Julien-les-Rosiers, Saint-Just-et-Vacquières, Saint-Laurent-d'Aigouze, Saint-Laurent-de-Carnols, Saint-Laurent-des-Arbres, Saint-Laurent-la-Vernède, Saint-Laurent-le-Minier, Saint-Mamert-du-Gard, Saint-Marcel-de-Careiret, Saint-Martial, Saint-Martin-de-Valgalgues, Saint-Maurice-de-Cazevieille, Saint-Maximin, Saint-Michel-d'Euzet, Saint-Nazaire, Saint-Nazaire-des-Gardies, Saint-Paul-la-Coste, Saint-Paul-les-Fonts, Saint-Paulet-de-Caisson, Saint-Pons-la-Calm, Saint-Privat-de-Champclos, Saint-Privat-des-Vieux, Saint-Quentin-la-Poterie, Saint-Roman-de-Codières, Saint-Sauveur-Camprieu, Saint-Sébastien-d'Aigrefeuille, Saint-Siffret, Saint-Théodorit, Saint-Victor-de-Malcap, Saint-Victor-des-Oules, Saint-Victor-la-Coste, Sainte-Anastasie, Sainte-Cécile-d'Andorge, Sainte-Croix-de-Caderle, Salazac, Salindres, Salinelles, Les Salles-du-Gardon, Sanilhac-Sagriès, Sardan, Saumane, Sauve, Sauveterre, Sauzet, Savignargues, Saze, Sénéchas, Sernhac, Servas, Serviers-et-Labaume, Seynes, Sommières, Soudorgues, Soustelle, Souvignargues, Sumène, Tavel, Tharaux, Théziers, Thoiras, Tornac, Tresques, Trèves, Uchaud, Uzès, Vabres, Vallabrègues, Vallabrix, Vallérargues, Valleraugue, Valliguières, Vauvert, Vénéjan, Verfeuil, Vergèze, La Vernarède, Vers-Pont-du-Gard, Vestric-et-Candiac, Vézénobres, Vic-le-Fesq, Le Vigan, Villeneuve-lès-Avignon, Villevieille et Vissec.

### Géologie
Le département du Gard possède une grande variété géologique qui a structuré ses paysages et qui est à l'origine d'une importante palette d'activité liées à son sol et à son sous-sol : ressources minières (or, argent, plomb, zinc, antimoine, fer, charbon, lignite, asphalte, uranium), ressources minérales (pierre à chaux ou à ciment, pierre de taille ou marbrière, ocres, craie de tailleur, argiles, sel marin ou sel gemme1, sources minérales ou thermales).
Sur le plan géologique, le sous-sol est constitué de formations allant de l'antécambrien au quaternaire récent. Il se divise en quatre grandes zones : la zone cévenole au nord-ouest, les garrigues au centre, les Costières au Sud-Est et le bas-pays, constitué par la plaine rhodanienne et la plaine littorale.

### Climatologie
Ce terroir viticole est soumis à un climat méditerranéen avec en moyenne 600 à 800 mm de pluie par an, avec trois nuances suivant la géographie locale :
- La partie la plus au sud (essentiellement la petite Camargue), de la côte jusqu'au Costières le climat est doux en hiver, et chaud l'été avec peu de précipitations tout au long de l'année (550 à 600 mm/an), c'est le climat du Grau du Roi, d'Aimargues ou de Vauvert par exemple.
- La partie centrale et Est du département, Garrigues et Uzégeois (entre les Costières, le Rhône et le pied des Cévennes), le climat est plutôt doux dans l'ensemble l'hiver et chaud à très chaud l'été, notamment à Nîmes, avec quelques orages estivaux plus nombreux près des Cévennes. L'automne et le printemps sont marqués par des périodes de fortes pluies, c'est le climat de Nîmes, d'Alès ou de Bagnols-sur-Cèze.
- La partie nord-ouest du département (recouvrant les Cévennes du Gard) est soumise à un climat méditerranéen atténué, avec des influences continentales et océaniques, et donc de plus importantes précipitations annuelles (800 à 1 000 mm/an). L'hiver y est plutôt doux en vallée, mais frais à froid ailleurs avec des chutes de neige fréquentes au-dessus de 1000 à 1 200 m, notamment sur le mont Aigoual avec en moyenne 2 000 mm/an de précipitations un record en France. Le printemps et l'automne peuvent être marqués par de très fortes précipitations pouvant conduire à des inondations (épisodes cévenols). L'été est chaud avec de fréquents orages, c'est le climat du Vigan ou de Saint-Jean-du-Gard.

Les collines de garrigues, retiennent parfois de fortes chaleurs estivales et sont sujettes à de fréquentes inondations (les plus dramatiques furent celles du 3 octobre 1988 à Nîmes, déversant, en moyenne, 250 à plus de 420 mm en 6 heures sur les hauteurs de la ville et entraînant la mort de 10 personnes).
La neige au sol reste un phénomène relativement marginal, apportant en général moins de 10 cm. Il n'est d'ailleurs pas rare de voir se succéder plusieurs hivers de suite sans sa présence. La dernière chute d'importance s'est produite au cours du 8 mars 2010 avec pas moins de 23 cm à la station météo de Nîmes-Courbessac et plus de 30-40 cm sur les hauteurs des garrigues.
| Mois                              | jan.  | fév.  | mars  | avril | mai   | juin  | jui.  | août  | sep.  | oct.  | nov.  | déc. | année |
| --------------------------------- | ----- | ----- | ----- | ----- | ----- | ----- | ----- | ----- | ----- | ----- | ----- | ---- | ----- |
| Température minimale moyenne (°C) | 2,4   | 3,4   | 5,1   | 7,8   | 11,2  | 14,9  | 17,7  | 17,2  | 14,7  | 10,8  | 5,9   | 3    | 9,5   |
| Température moyenne (°C)          | 6,3   | 7,7   | 9,9   | 12,8  | 16,6  | 20,5  | 23,7  | 23    | 20    | 15,4  | 10    | 6,9  | 14,4  |
| Température maximale moyenne (°C) | 10,3  | 11,9  | 14,7  | 17,8  | 21,9  | 26,2  | 29,8  | 28,9  | 25,3  | 20    | 14    | 10,7 | 19,3  |
| Ensoleillement (h)                | 143,5 | 147,4 | 203,1 | 227,6 | 267,8 | 310,2 | 353,8 | 315,3 | 236,6 | 186,8 | 143,9 | 133  | 2 669 |
| Précipitations (mm)               | 67,7  | 70,7  | 55,9  | 59,2  | 60,9  | 38,6  | 25,3  | 51,6  | 66,8  | 131,9 | 69,2  | 64,1 | 762   |

#### Épisode méditerranéen

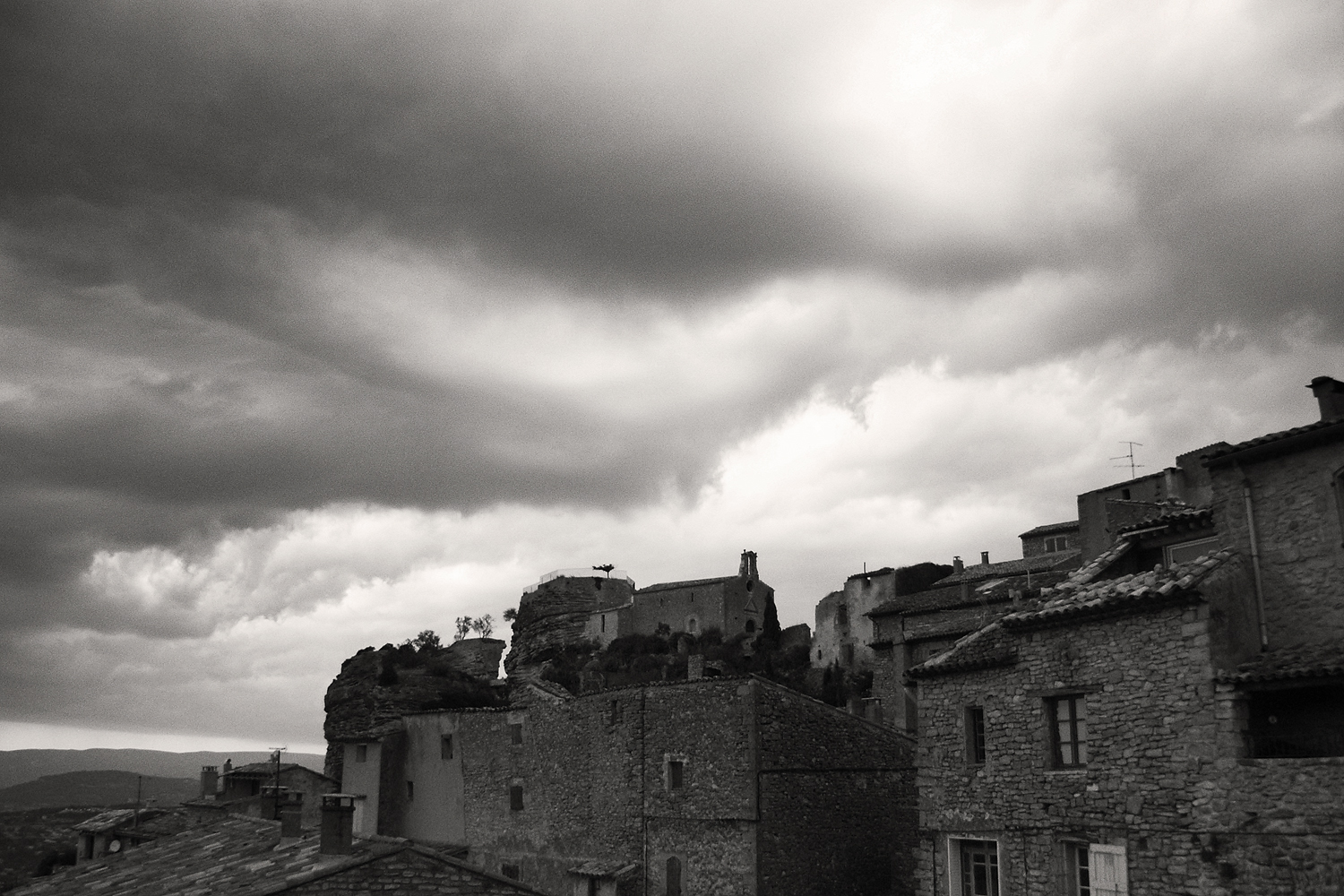
Épisode méditerranéen sur le Luberon

Un épisode méditerranéen est un terme de météorologie qui désigne un phénomène produisant de très fortes pluies sur les reliefs du pourtour méditerranéen. Des flux d'air chaud, chargé d'humidité et remontant de la Méditerranée, provoquent de violents orages principalement sur les reliefs exposés au sud. Ils se produisent le plus souvent en automne, période où la mer Méditerranée est la plus chaude. Les exemples les plus récents sont l'inondation de Nîmes en 1988, les inondations qui ont frappé la vallée de l'Ouvèze et plus particulièrement la région de Vaison-la-Romaine en septembre 1992, les fortes pluies sur les départements du Gard et de Vaucluse en septembre 2010.

#### Orage cévenol

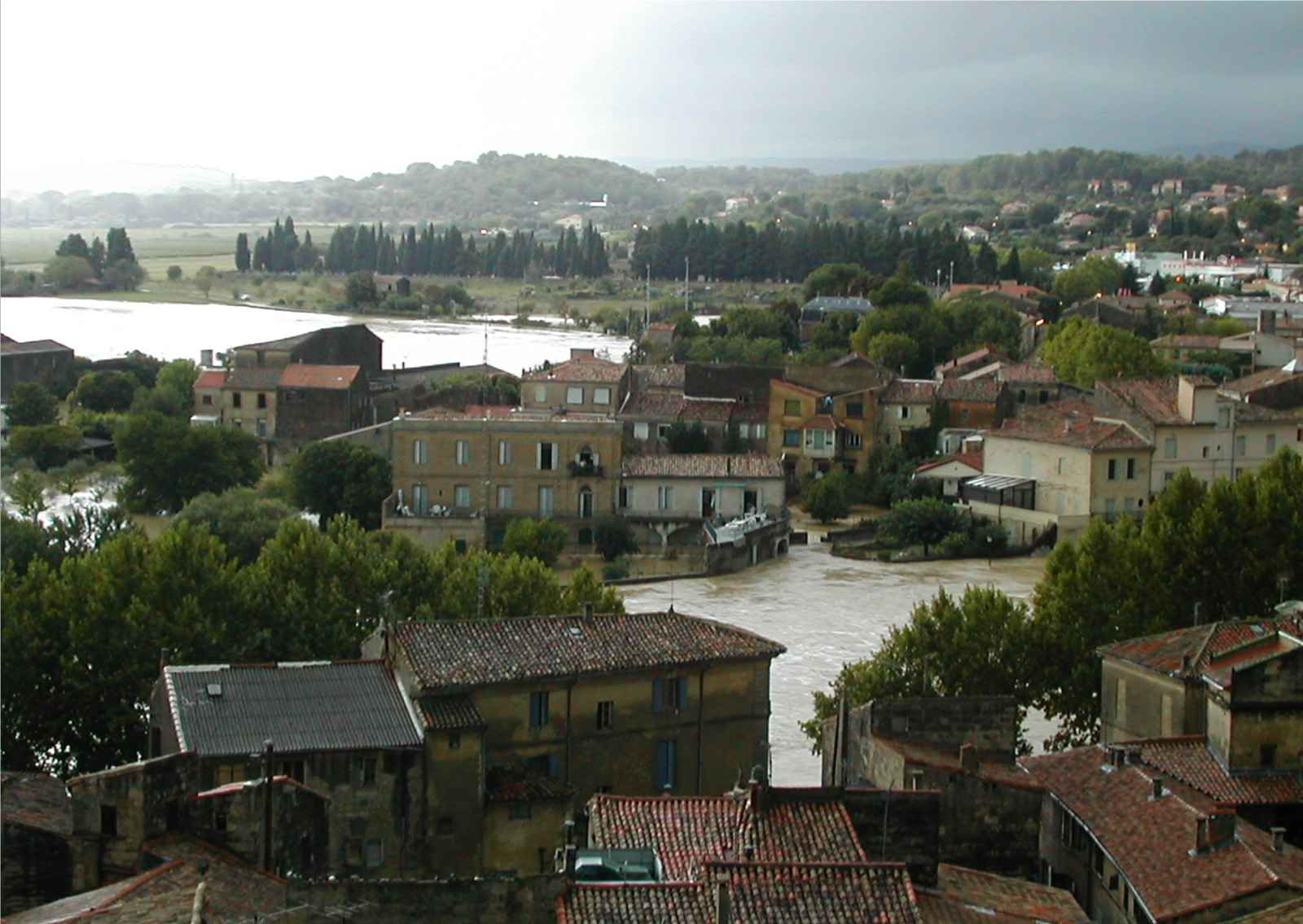
Vidourlade à Sommières

Un orage cévenol constitue un cas particulier de l'épisode méditerranéen. Il désigne un type particulier de pluie qui affecte principalement les Cévennes et le piémont cévenol. Les principaux départements affectés par ces pluies sont ceux ayant une partie de leur territoire dans les Cévennes : l'Ardèche, le Gard. Ces épisodes violents provoquent souvent de graves inondations. Ces orages violents se caractérisent par l'accumulation de masses nuageuses en provenance du golfe du Lion, provoquant dans un premier temps des pluies sur les massifs qui finissent par s'étaler en général jusqu'en plaine. Un épisode cévenol se déroule normalement sur plusieurs jours et donne en moyenne des quantités d'eau comprises entre 200 et 400 mm plus rarement jusqu'à 600 ou 700 mm au cours d'épisodes vraiment intenses.

## Vignoble

### Encépagement
L'encépagement admet des variétés noire, blanche, rosée et grise.
Cépages noirsAlicante Bouschet N, Alphonse Lavallée N, Aramon N, Arinarnoa N, Arvine N, Aubun N, Brun Argenté N, Cabernet franc N, Cabernet-Sauvignon N, Caladoc N, Cardinal N, Carignan N, Carmenère N, Chenanson N, Cinsault N, Cot N, Couderc N, Counoise N, Egiodola N, Gamay N, Gamay Chaudenay N, Grenache N, Lival N, Lledoner pelut N, Maréchal Foch N, Marselan N, Merlot N, Mondeuse N, Morrastel N, Mourvèdre N, Muscat de Hambourg N, Négrette N, Nielluccio N, Petit Verdot N, Pinot N, Piquepoul noir N, Portan N, Rivairenc N, Sciaccarello N, Syrah N, Tannat N, Tempranillo N, Terret noir N, Villard N.
Cépages blancsAltesse B, Alvarinho B, Aramon blanc B, Aranel B, Bourboulenc B, Carignan blanc B, Chardonnay B, Chasan B, Chasselas B, Chenin B, Clairette B, Colombard B, Danlas B, Grenache blanc B, Gros Manseng B, Macabeu B, Marsanne B, Mauzac B, Muscat à petits grains B, Muscat d'Alexandrie B, Petit Manseng B, Piquepoul blanc B, Riesling B, Roussanne B, Sauvignon B, Semillon B, Servant B, Sylvaner B, Terret blanc B, Ugni blanc B, Verdelho B, Vermentino B, Viognier B, Villard B,
Cépages rosésClairette rose Rs, Gewurztraminer Rs, Muscat à petits grains rosé Rs,
Cépages grisAramon gris G, Grenache gris G, Pinot gris G, Piquepoul gris G, Sauvignon gris G, Terret gris G,

### Vinification
C'est l'ensemble des opérations nécessaires à la transformation du moût (nom du jus de raisin) et à l'élaboration du vin. Certaines de ces opérations sont nécessaires, telle la fermentation alcoolique, et d'autres permettent d'affiner le profil du vin, tant au niveau aromatique (olfactif) que gustatif (goûts).

#### Vinification en rouge

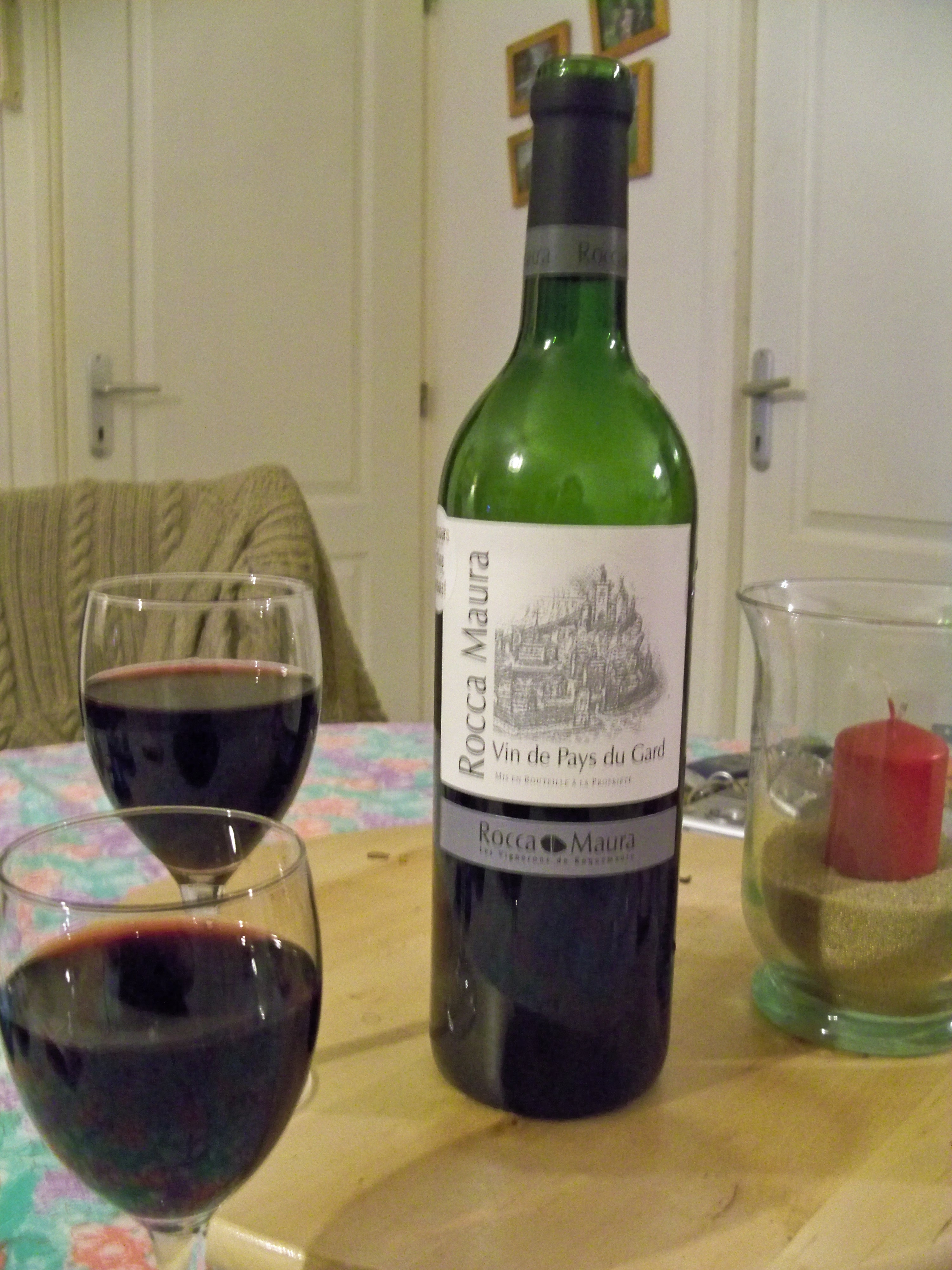
Gard (IGP) rouge

La vinification en rouge consiste à faire un pressurage après que la fermentation est commencée. Pendant toute cette phase, le moût est en contact avec les matières solides de la vendange. Celles-ci sont très riches en tanins, matières colorantes, odorantes, minérales et azotées. Ces substances vont alors se dissoudre plus ou moins dans le moût et se retrouver dans le vin. 
C'est la cuvaison pendant laquelle les sucres se transforment en alcool (fermentation alcoolique) et le jus se voit enrichi par les composants du moût. Plus la macération est longue, plus la coloration du vin sera intense. Se disolvent également les tanins, leur taux sera aussi fonction du temps de la cuvaison. Plus elle sera longue, plus les vins seront aptes à vieillir. Durant cette phase, se produit une forte élévation de la température. Celle-ci est de plus en plus contrôlée par la technique de maîtrise des températures.

#### Vinification en blanc

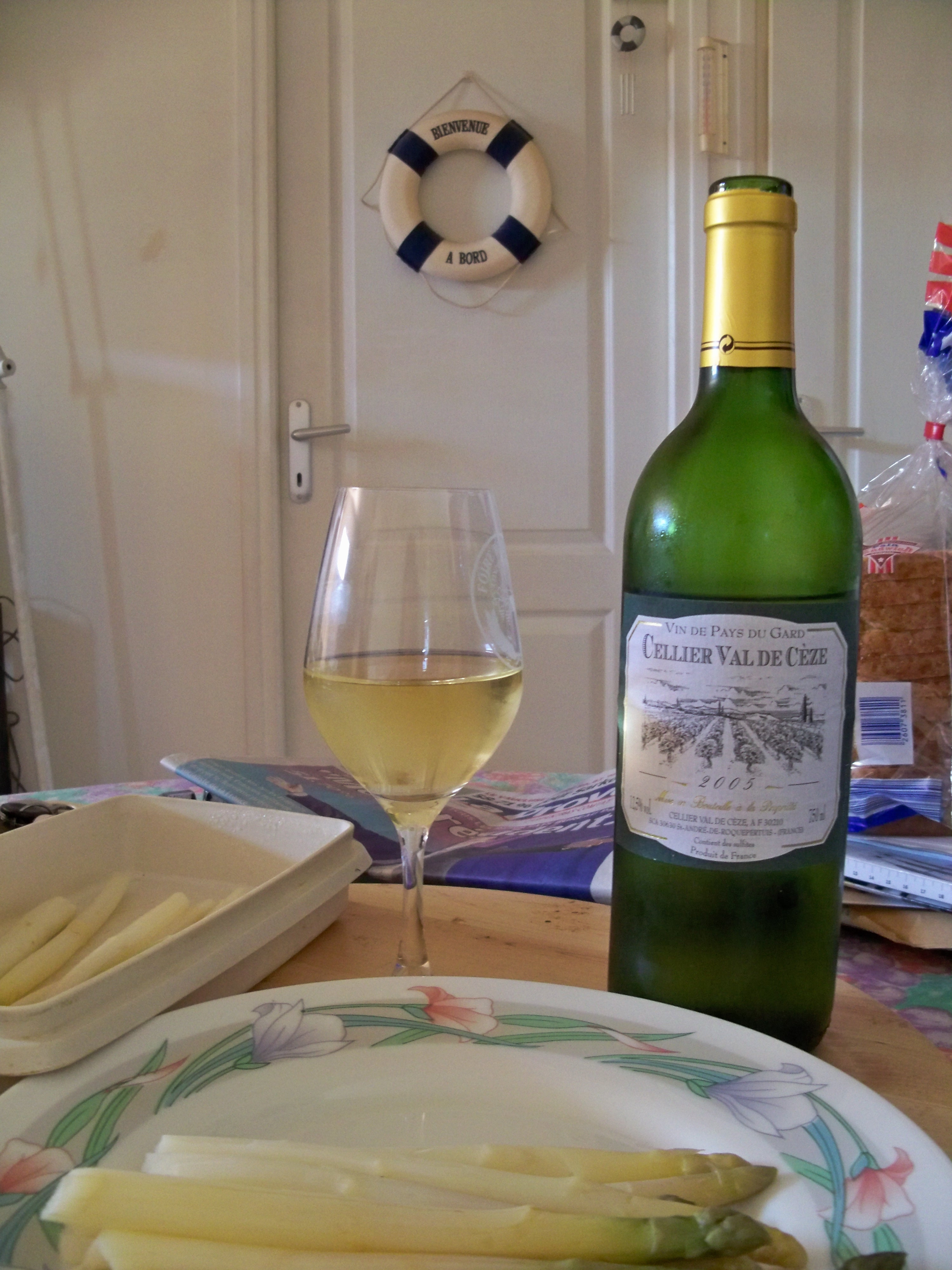
Gard (IGP) blanc

Dans la vinification en blanc la fermentation se déroule en dehors de tout contact avec les parties solides de la vendange (pépins, peaux du raisin, rafles). Ce qui explique que l'on peut faire indifféremment du blanc à partir de cépages blancs et rouges. Le but de cette vinification est de faire ressortir le maximum des arômes contenus d'abord dans le raisin, ensuite en cours de fermentation, enfin lors du vieillissement. 
L'extraction du jus et sa séparation des parties solides peuvent être précédés par un éraflage, un foulage et un égouttage, pour passer ensuite au pressurage. Mais ces phases sont évités par nombre de vinificateurs pour éviter l'augmentation des bourbes. Le choix se porte sur une extraction progressive du jus puis un débourbage qui permet d'éliminer toute particule en suspension. Là aussi, encore plus que pour une vinification en rouge, s'impose la maîtrise des températures lors de la fermentation alcoolique. Elle se déroule entre 18 et 20 °C et dure entre 8 et 30 jours selon le type de vin désiré.

#### Vinification en rosé
La vinification en rosé se produit par mécération, limitée dans le temps, de cépages à pellicule noire avec possible ajout de cépages blancs. Le vin rosé n'a pas de définition légale. Mais ses techniques de vinification sont très strictes et n'autorisent en rien en Europe le mélange de vin rouge et blanc. La première se fait par saignée. C'est le jus qui s'égoutte sous le poids de la vendange - entre 20 et 25 % - et qui va macérer durant 3 à 24 heures. La seconde est le pressurage. Une vendange bien mûre pourra colorer le jus et sa vinification se fait en blanc. La troisième méthode implique une courte macération à froid. Puis sont assemblés jus de goutte (première méthode) et jus de presse (seconde méthode). Obtenu par ses trois types de vinification, où la maîtrise des températures est une nécessité, un vin rosé a une robe qui s'apparente à celle d'un vin rouge très clair, plus le fruit et la fraîcheur des vins blancs.